# William T. Murphy

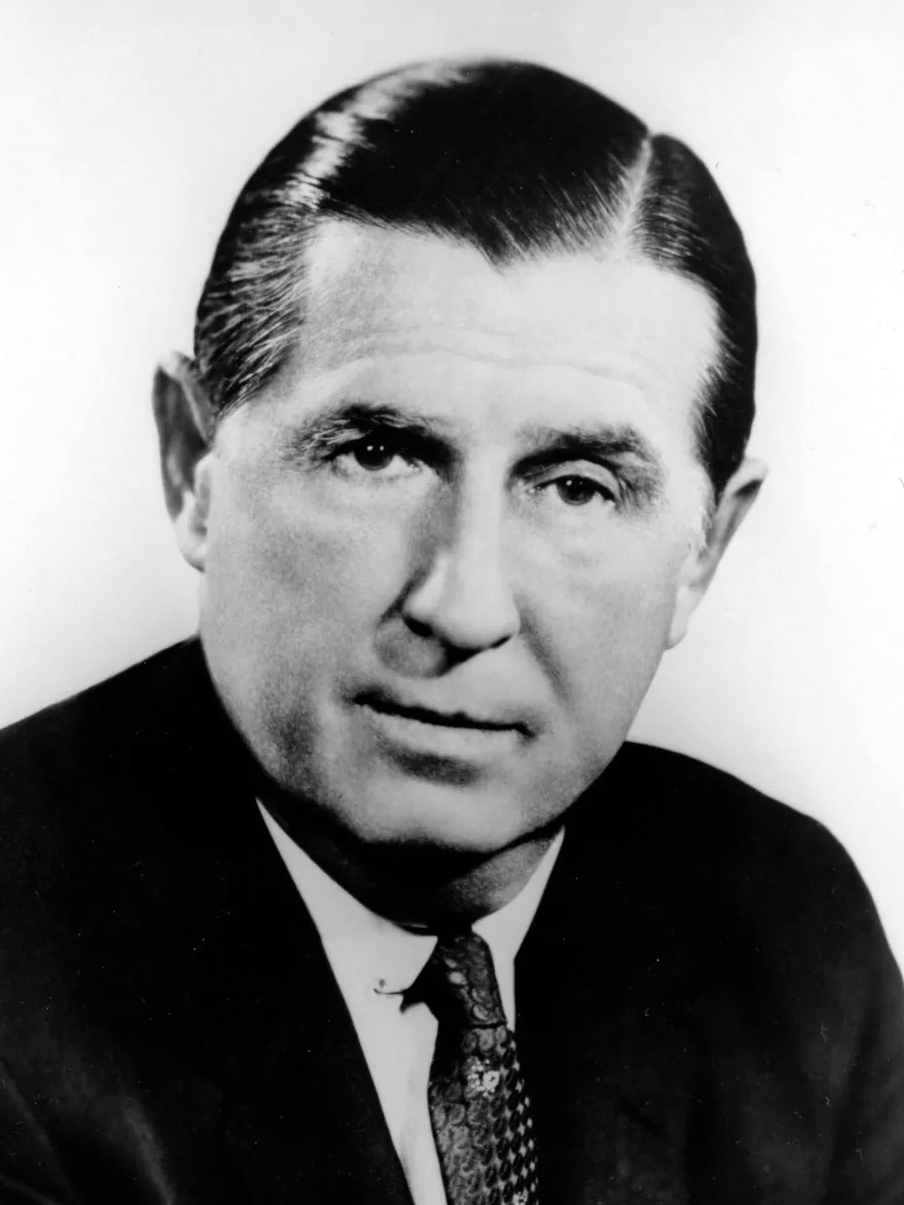
William T. Murphy (1969)

William Thomas Murphy (* 7. August 1899 in Chicago, Illinois; † 29. Januar 1978 in Oak Lawn, Illinois) war ein US-amerikanischer Politiker. Zwischen 1959 und 1971 vertrat er den Bundesstaat Illinois im US-Repräsentantenhaus.

## Leben
William Murphy besuchte die Yale and Harvard Elementary Schools und absolvierte danach die Calumet High School in Chicago. Während des Ersten Weltkriegs diente er in der US Army. Nach einem Jurastudium an der Law School der Loyola University und seiner 1926 erfolgten Zulassung als Rechtsanwalt begann er ab 1927 in Chicago in diesem Beruf zu arbeiten. Gleichzeitig schlug er als Mitglied der Demokratischen Partei eine politische Laufbahn ein. Zwischen 1935 und 1959 gehörte er dem Stadtrat von Chicago an. Von 1947 bis 1959 war er auch Mitglied der dortigen städtischen Planungskommission. Zwischen 1944 und 1956 nahm er als Delegierter an allen Democratic National Conventions teil.
Bei den Kongresswahlen des Jahres 1958 wurde Murphy im dritten Wahlbezirk von Illinois in das US-Repräsentantenhaus in Washington, D.C. gewählt, wo er am 3. Januar 1959 die Nachfolge von Emmet Byrne antrat. Nach fünf Wiederwahlen konnte er bis zum 3. Januar 1971 sechs Legislaturperioden im Kongress absolvieren. Diese waren von den Ereignissen der Bürgerrechtsbewegung und des Vietnamkrieges bestimmt.
Im Jahr 1970 verzichtete William Murphy auf eine weitere Kandidatur. Er starb am 29. Januar 1978 in Oak Lawn.